# Arvin Slagter
Arvin Slagter, né le 19 septembre 1985, à Amsterdam, aux Pays-Bas, est un joueur néerlandais de basket-ball. Il évolue au poste d'ailier.

## Palmarès
- Champion des Pays-Bas 2014
- Coupe des Pays-Bas 2014